# Hejnice (Liberec)
Hejnice (in tedesco Haindorf) è una città della Repubblica Ceca facente parte del distretto di Liberec, nella regione omonima.